# Humedica
Humedica Internacional é uma organização não governamental fundada por Wolfgang Gross com sede na Alemanha, cujo objetivo é dar assistência a vítimas de catástrofes e guerras.
No Brasil, a Instituição chamada Humedica Brasil, atende à menores carentes de 2 a 16 anos. Atende no sistema Casa Dia (Sistema Preventivo).
As crianças são aceitas desde que matriculadas em Escolas Públicas e encaminhadas pela direção da escola ou de um professor desta escola, segundo o critério de maior carência.
As crianças num período estão nas suas escolas e em outro participam das atividades da Instituição.
Atividades:
- Aulas de inglês.
- Aulas de Reforço escolar (Revisão da matéria ministrada no dia escolar e feitura do dever de casa - Obrigatório.)
- Aula e Violão, Flauta-Doce, Teclado, Canto e Coral;
- Aula de educação-Física,
- Informática;
- Salão de Beleza (Limpeza e Higiene Pessoal), Tratamento Capilar;
- Tratamento Odontológico;
- Clínica Psicológica
- Assessoria Jurídica.